# François-Édouard Picot
François-Édouard Picot (Parigi, 17 ottobre 1786 – Parigi, 15 marzo 1868) è stato un pittore e insegnante francese durante la monarchia di luglio, dipingendo soggetti mitologici, religiosi e storici.

## Biografia

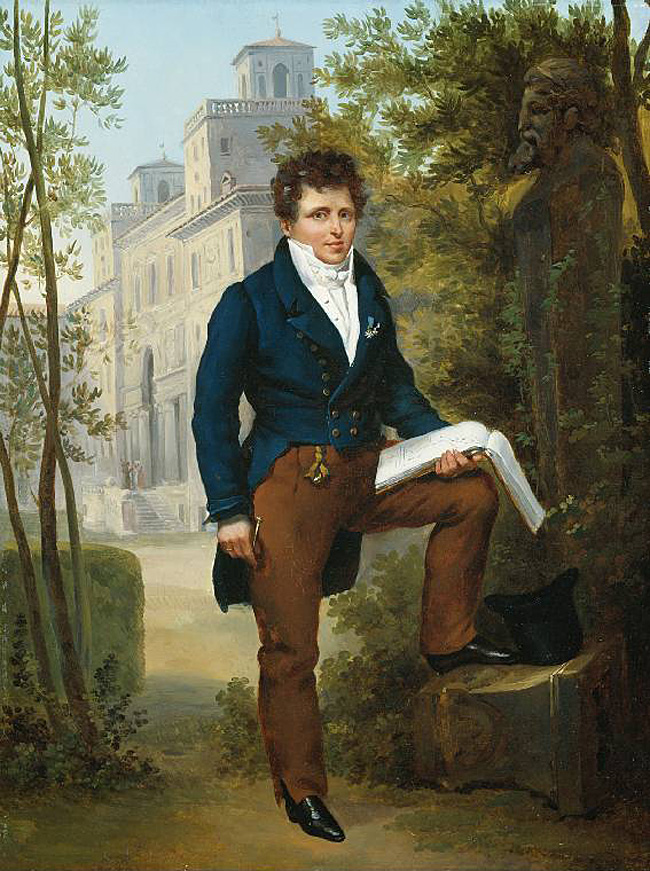
Ritratto di Nicolas-Pierre Tiolier

Era il figlio di Augustin André Picot (1756-1822), sarto ufficiale di Napoleone, e di Marie Liegeois (1762-1801).
Allievo di François-André Vincent e di Jacques-Louis David, ottenne il secondo gran Prix de Rome nel 1811. Dopo il soggiorno romano, espose nel Salon di Parigi del 1819 Amore e Psiche e dipinse La morte di Zafira per la chiesa parigina di Saint-Séverin. Eletto membro dell'Académie des Beaux-Arts nel 1836, continuò a esporre i suoi quadri al Salon fino al 1839. Decorò con Hippolyte Flandrin la chiesa di Saint-Vincent-de-Paul di Parigi e realizzò dipinti e affreschi per il Louvre, il castello di Versailles e il palazzo del Luxembourg.
Insieme pittore di storia, di genere e ritrattista, Picot fu apprezzato tuttavia più per i suoi meriti d'insegnante che per il suo talento di pittore. Tra i suoi tanti allievi si ricordano:
Paul Léon Aclocque, Theodor Aman, Léon Belly, Jean-Achille Benouville, William Bouguereau, Ulysse Butin, Alexandre Cabanel, Victor Étienne Cesson, Charles-Antoine Flajoulot, Georges Clairin, Charles Alexandre Crauk, Gustave Droz, Félix-Henri Giacomotti, Gustave Guillaumet, Jean-Jacques Henner, Jozef Israëls, Jules Eugène Lenepveu, Émile Lévy, Henri-Léopold Lévy, Gustave Moreau, Victor Mottez, Alphonse de Neuville, Isidore Pils, Jean-Georges Vibert, Fritz Zuber-Bühler, Édouard Cibot, Édouard Sain, Charles-Alexandre Coëssin de la Fosse, Alexander Jacques Chantron e per poco tempo Victorin de Joncières, divenuto in seguito famoso come compositore e critico musicale.

## Opere

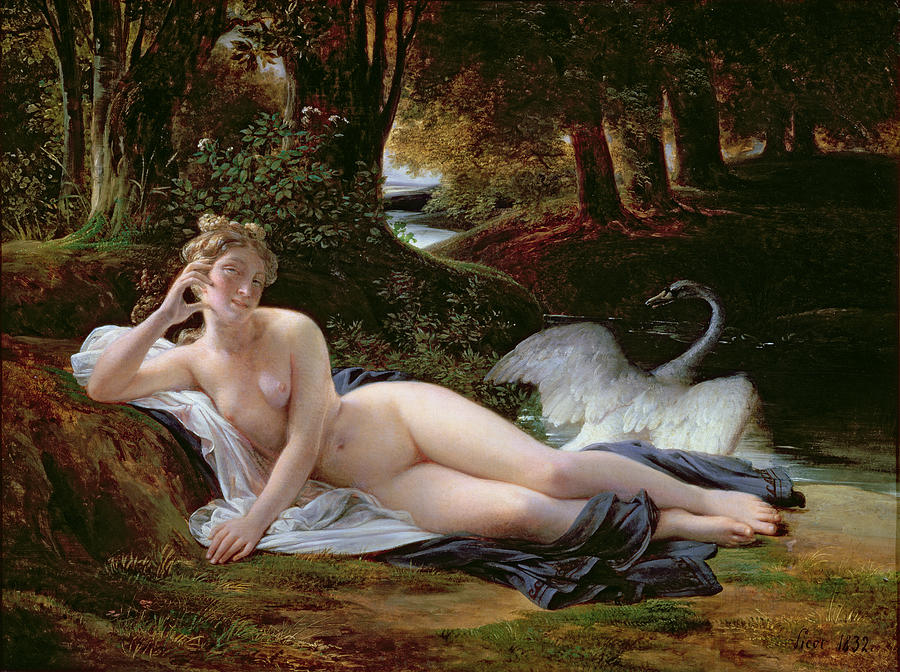
François-Édouard Picot, Leda (1832).

- L'Amour et Psyché (Amore e Psiche, 1817)
- Ritratto di Adélaïde-Sophie Cléret (c.1817)
- Ritratto di Nicholas-Pierre Tiolier (c. 1817)
- L'Annunciazione
- La morte di Sapphira (1819) Chiesa di Saint Séverin.
- Due soffitti nel Louvre (Musée des Antiques)
- Couronnement de la Vierge (Incoronazione della Vergine (Notre-Dame de Loretto)
- L'Etude et le Génie dévoilent l'antique Egypte à la Grèce (Lo Studio e il Genio rivelano l'antico Egitto e la Grecia, 1827)
- Cybèle protège contre le Vésuve les villes de Stabiae, Herculanum, Pompéi et Résina (Cibele protegge dal Vesuvio le città di Stabia, Ercolano, Pompei e Resina, 1832)
- Léda (1832)
- L'assedio di Calais, (1838)
- Peste de Florence (Grenoble Museum)

## Galleria d'immagini

Œuvres de François-Édouard Picot
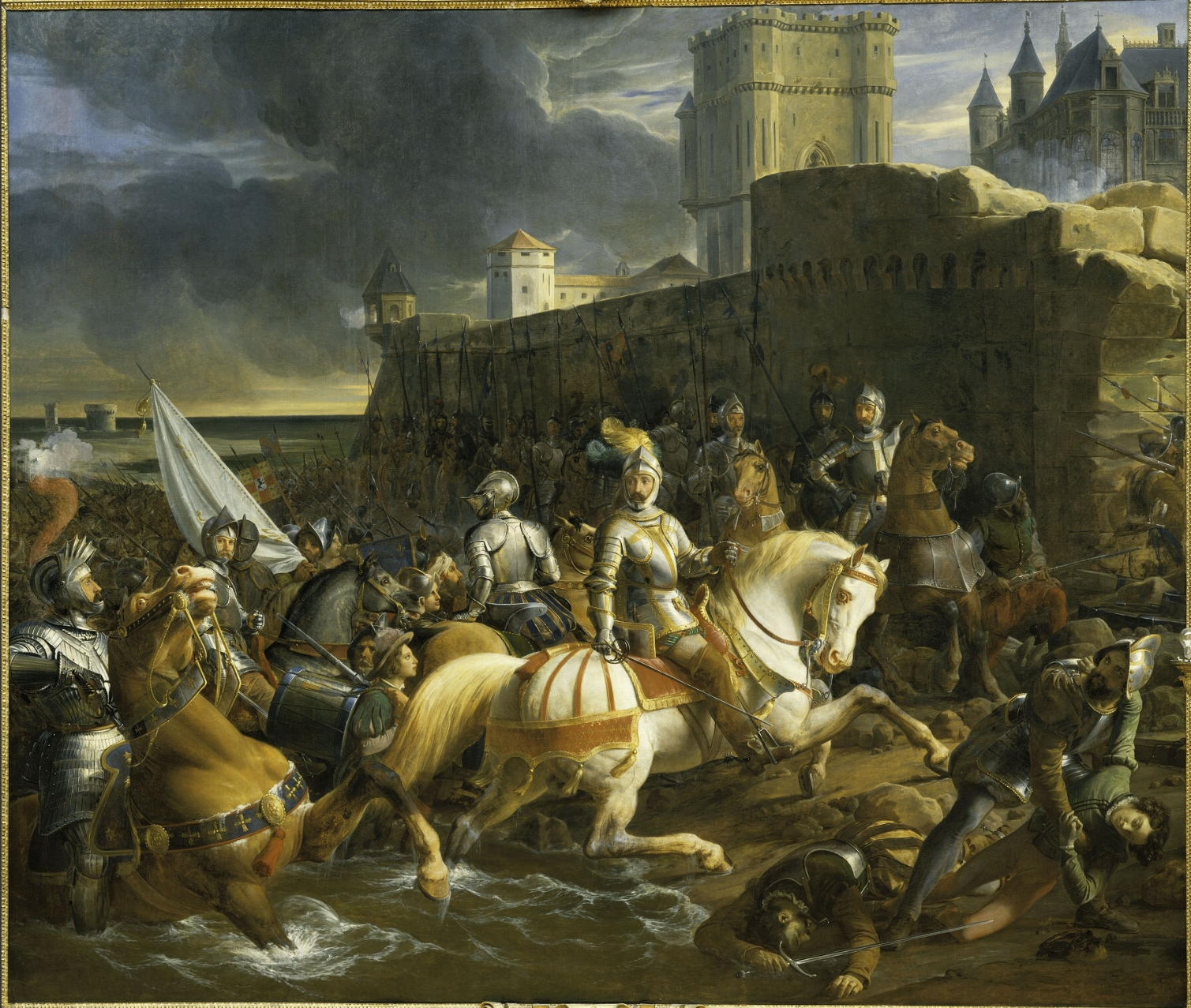
L'assedio di Calais
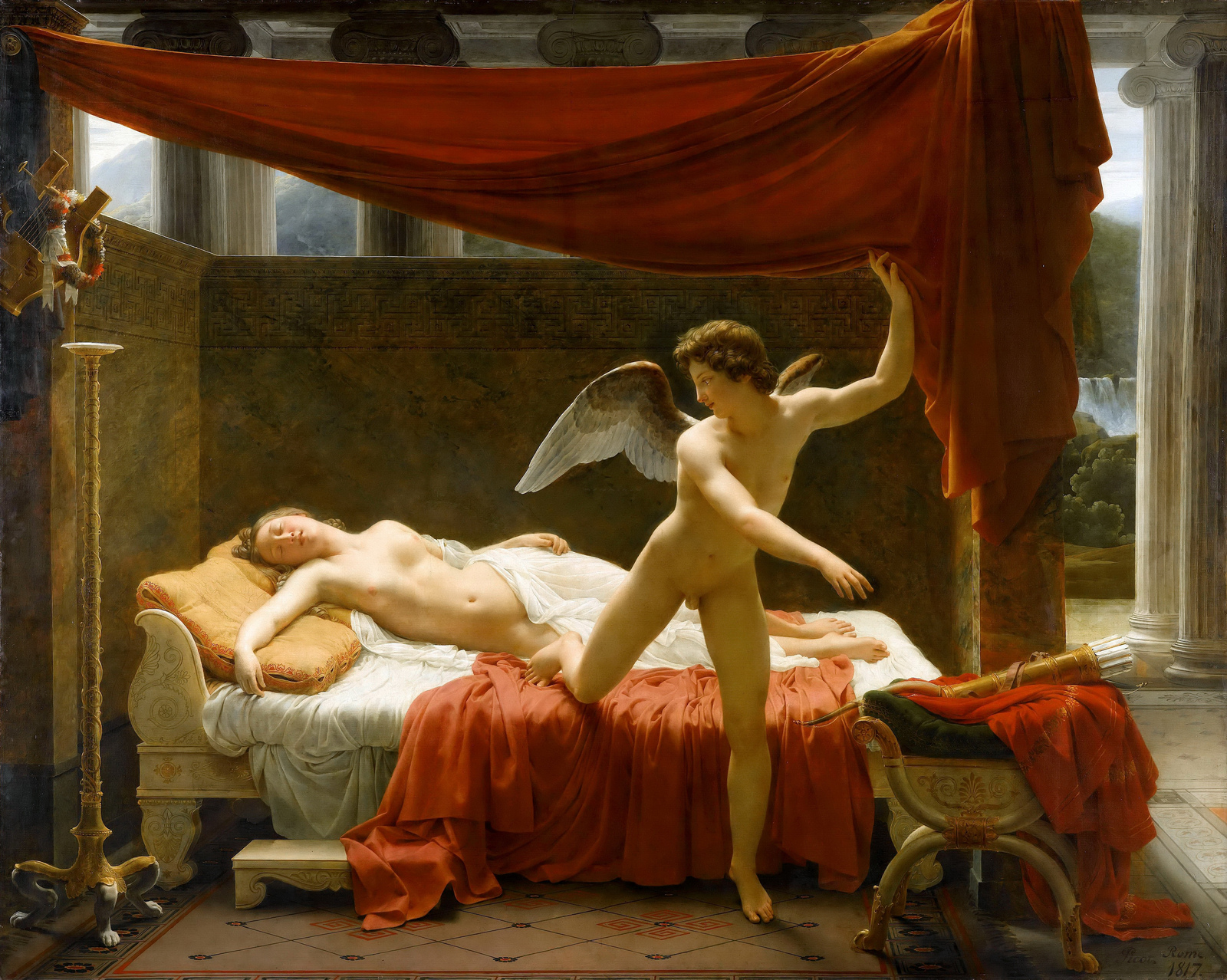
L'Amour et Psyché (1817), Parigi, museo del Louvre.
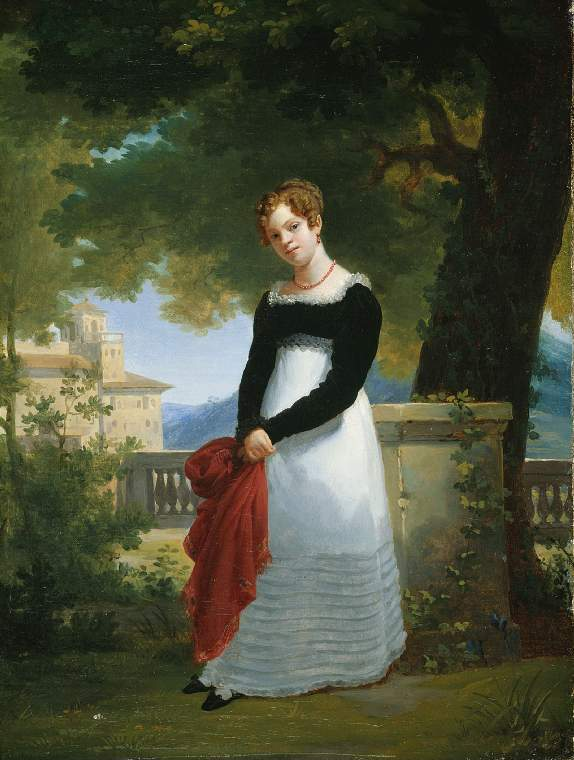
Ritratto d'Adélaïde-Sophie Cléret, Mme Tiolier (verso 1817), Cambridge, Fitzwilliam Museum.
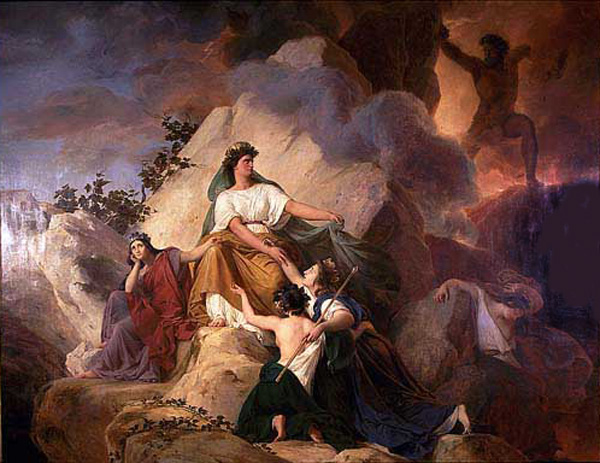
Cibele protegge contro il Vesuvio i villaggi di Stabia, Ercolano e Pompei (1832), Parigi, museo del Louvre.
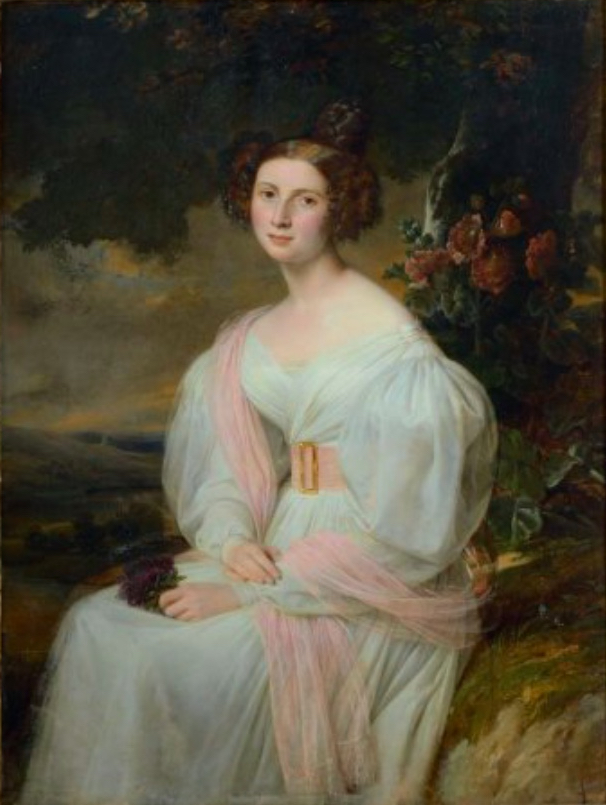
Mme Ernest André, nata Aimée Gudin.
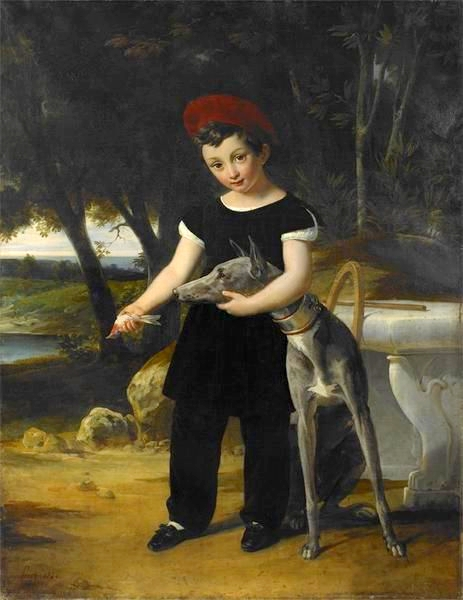
Il Duca di Bordeaux bambino.
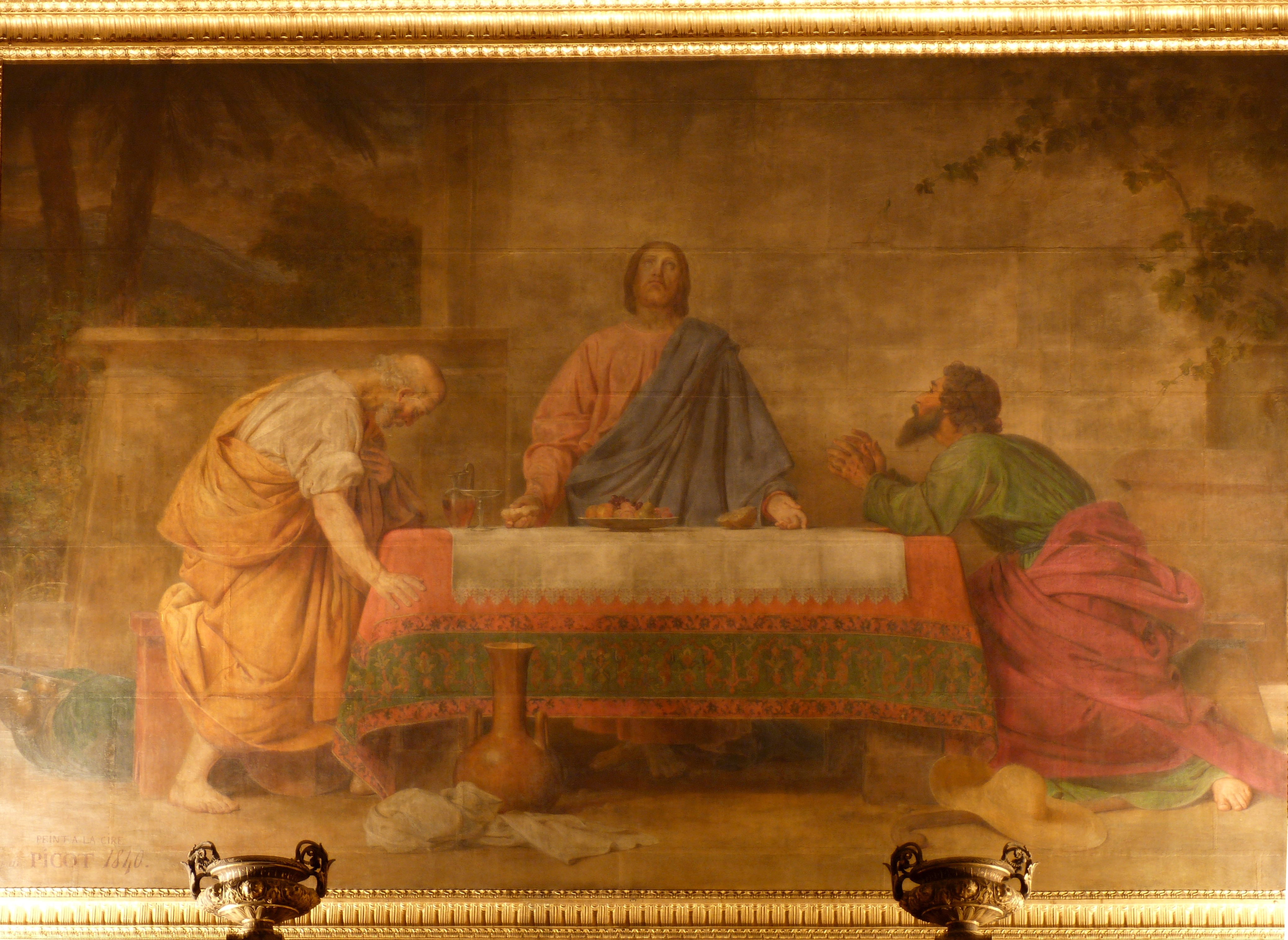
Les Pélerins d'Emmaüs, (1840), Parigi, chiesa Saint-Denys-du-Saint-Sacrement.
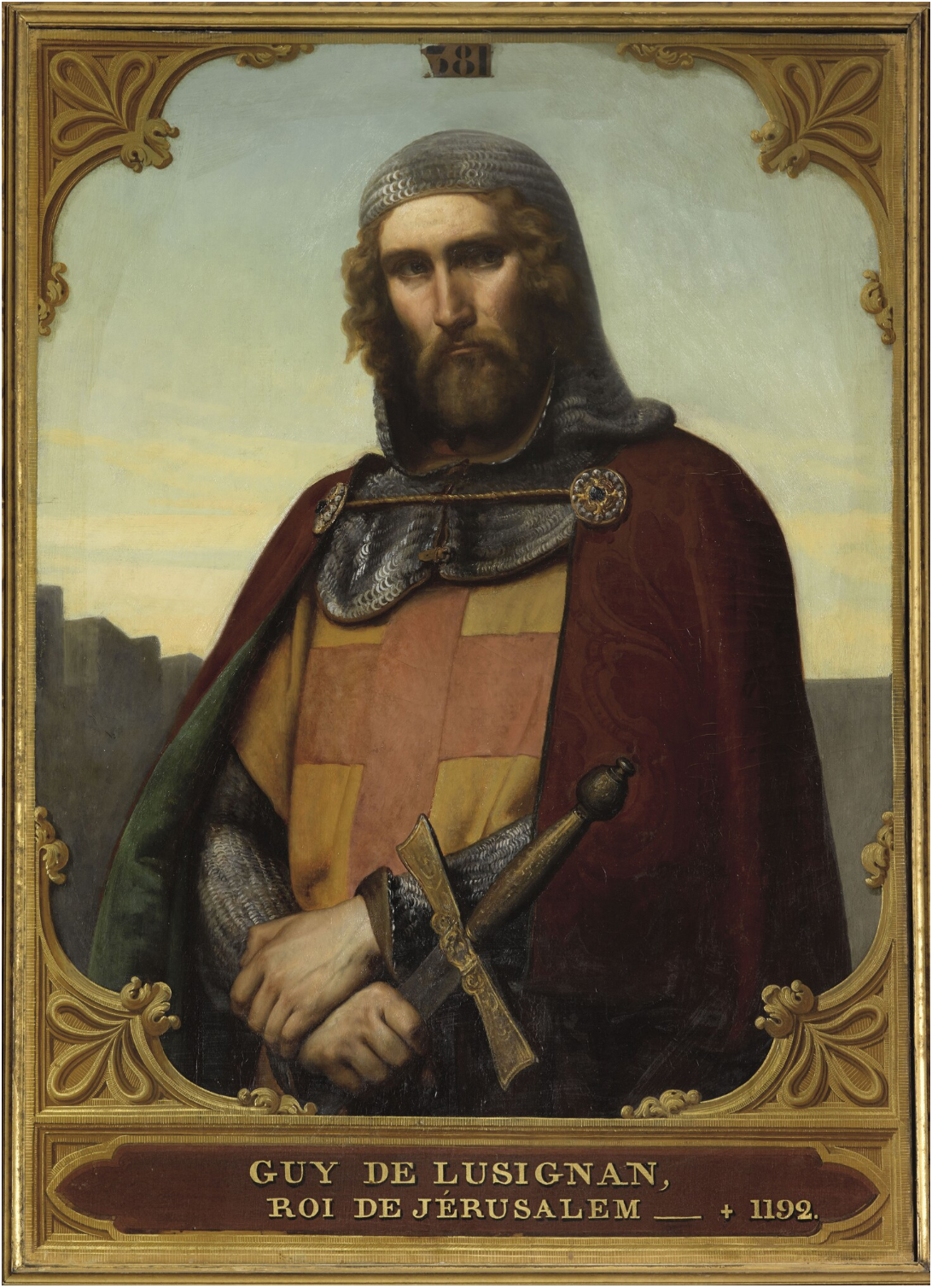
Guido di Lusignano (verso 1843), Versailles, Museo di storia della Francia.
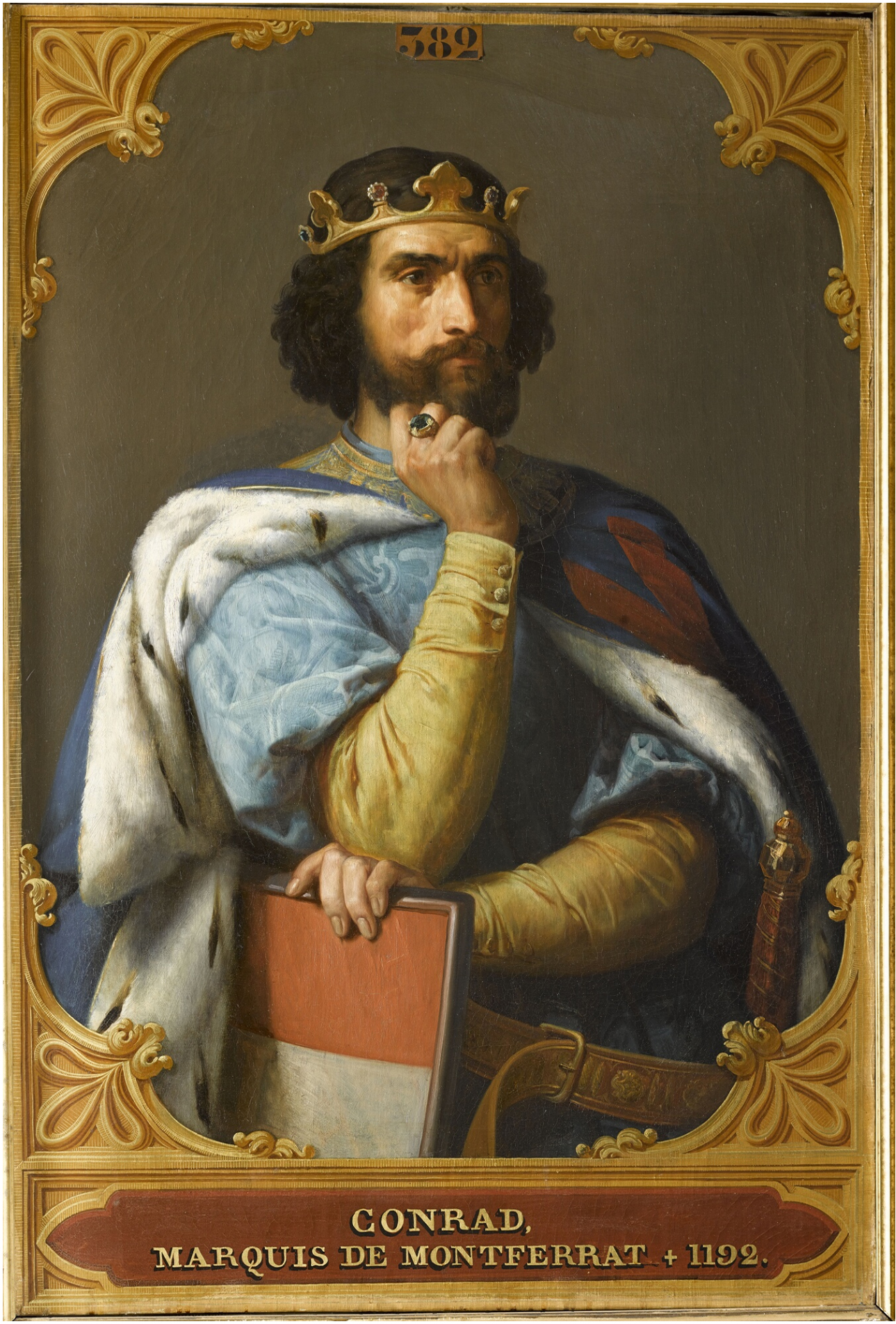
Corrado del Monferrato (verso 1843), Versailles, Museo di storia della Francia.